# جان ماري باست
جان ماري باسّت (بالفرنسية: Jean-Marie Basset)‏ هو كيميائي فرنسي، ولد في 9 يونيو 1943.